# Rio Apucarana
Der Rio Apucarana ist ein etwa 101 km langer linker Nebenfluss des Rio Tibaji im Norden des brasilianischen Bundesstaats Paraná.

## Etymologie
Das aus dem Kaingang stammende Wort apó-caarã-nã bedeutet wie ein großer Wald: apó = die Basis, caarã = waldähnlich und anã = riesig. 
Der Name kann auch aus dem Tupi kommen. Dort hat es die Bedeutung zerbrochener Kreis: Apuc = Loch, Riss, Öffnung und Carama = Kreis.

## Geografie

### Lage
Das Einzugsgebiet des Rio Apucarana befindet sich auf dem Terceiro Planalto Paranaense (Dritte oder Guarapuava-Hochebene von Paraná) südlich von Londrina.

### Verlauf
Sein Quellgebiet liegt im Munizip Ortigueira auf 894 m Meereshöhe in der Serra da Apucarana etwa 1 km westlich der Siedlung Briolândia.
Der Fluss verläuft zunächst für 20 km in Richtung Nordwesten. Dann wendet er sich in rechtem Winkel für 10 km nach Nordosten und noch einmal etwa 10 km weiter wiederum nach Nordwesten, bis er die Grenze zum Munizip Tamarana erreicht. Von hier an schlägt er wieder die Richtung Nordosten ein und behält diese überwiegend bis zu seiner Mündung bei. Auf den letzten 16 km seines Laufs begrenzt er die Reserva Indígena Apucarana. Er fließt zwischen den Munizipien Ortigueira und Tamarana von links in den Rio Tibaji. Er mündet auf 447 m Höhe. Er ist etwa 101 km lang.

### Munizipien im Einzugsgebiet
Am Rio Apucarana liegen die zwei Munizipien Ortigueira und Tamarana.

### Terras Indígenas
Nordwestlich des Unterlaufs des Rio Apucarana liegt die Reserva Indígena Apucarana. Sie erstreckt sich zwischen dem Rio Apucarana im Südosten, dem Rio Tibaji im Osten und dem Rio Apucaraninha im Norden. Gemäß der Datenbank der indigenen Territorien des Instituto Socioambiental leben hier um die 1.750 Menschen vom Volk der Kaingang (Stand: 2014).
| Terra indígena | Völker   | Bewohner | Fläche (km²) | Bewohner pro km² | Kategorie        |
| -------------- | -------- | -------- | ------------ | ---------------- | ---------------- |
| RI Apucarana   | Kaingang | 1.752    | 56,27        | 31,1             | Reserva Indígena |